# Karstarma
Karstarma est un genre de crabe karstique de la famille des Sesarmoides, appartenant aux Sesarmidae.

## Description
Le karstarma se distingue des Sesarmoides étroitement apparentés, par l'absence d'une structure stridulatoire sur la pince, qui est présente dans ce dernier genre.

## Distribution
Toutes les espèces du genre Karstarma se trouvent typiquement dans des mares anchialines à travers le bassin Indo-Pacifique.

## Taxonomie
Le nom du genre Karstarma est dérivé du mot karst, combiné avec le nom du genre Sesarma. Il a souvent été mal orthographié, Karstama, y compris dans la description originale.

Dans la description originale du genre, 12 espèces ont été incluses. Trois espèces ont été ajoutées depuis lors. Une nouvelle espèce, Karstarma vulcan, a également été décrite à La Réunion en 2018 ; cette espèce est unique par rapport à toutes les autres car on la trouve dans l'océan Indien occidental plutôt que dans les océans Indien oriental ou Pacifique.
- Karstarma ardea Wowor & Ng, 2009

- Karstarma balicum (Ng, 2002)

- Karstarma boholano (Ng, 2002)

- Karstarma cerberus (Holthuis, 1946)

- Karstarma emdi (Ng & Whitten, 1995)

- Karstarma guamense (Ng, 2002)

- Karstarma jacksoni (Balss, 1934)

- Karstarma jacobsoni (Ihle, 1912)

- Karstarma loyalty (Ng, 2002)

- Karstarma microphthalmus (Naruse & Ng, 2007)

- Karstarma novabritannia (Ng, 1988)

- Karstarma philippinarum Husana et al, 2010

- Karstarma sulu (Ng, 2002)

- Karstarma ultrapes (Ng, Guinot & Iliffe, 1994)

- Karstarma waigeo (Wowor & Ng, 2009)

- Karstarma vulcan (Poupin, Crestey & Le Guelte, 2018)